# 1-й Крутицкий переулок
Пе́рвый Крути́цкий переу́лок — улица в центре Москвы в Таганском районе между Крутицкой улицей и улицей Крутицкий Вал.

## История
Крутицкие улица, переулки и набережная возникли в XVIII—XIX веках, сохраняя название существовавшего здесь Крутицкого подворья архиереев Сарайских и Подонских (их епархия находилась в золотоордынской столице Сарае). Подворье возникло в конце XIII века, а со второй половины XV века стало постоянной резиденцией Сарских и Подонских владык — вплоть до упразднения епархии в 1764 году. Название подворья восходит к названию урочища Крутицы — местности по высокому крутому берегу Москвы-реки.

## Описание
1-й Крутицкий переулок проходит от Крутицкой улицы на восток, слева к нему примыкает 4-й Крутицкий, пересекает Новоспасский проезд, слева примыкает улица Крутицкий Вал, затем пересекает улицу Симоновский Вал, далее внутридворовой проезд проходит вплоть до 1-й Дубровской улицы.

## Здания и сооружения
По нечётной стороне:
- Дом 5/18, строение 1 — Метрметалл; Институт междисциплинарных исследований;

По чётной стороне: